# 揖東郡
- 令制国一覧 > 山陽道 > 播磨国 > 揖東郡
- 日本 > 近畿地方 > 兵庫県 > 揖東郡

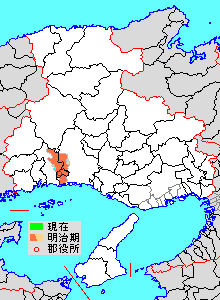
兵庫県揖東郡の位置（薄黄：後に他郡に編入された区域 水色：後に他郡から編入した区域）

揖東郡（いっとうぐん）は、兵庫県（播磨国）にあった郡。

## 郡域
1879年（明治12年）に行政区画として発足した当時の郡域は、下記の区域にあたる。
- 揖保郡太子町の全域
- 姫路市の一部（大津区各町・勝原区各町・林田町各町・太市中・相野・西脇・石倉・打越・白鳥台・緑台および網干区浜田を除く網干区各町）
- たつの市の一部（誉田町各町、龍野町堂本、龍野町日飼、龍野町北龍野、新宮町佐野、新宮町下野田、新宮町馬立、新宮町市野保、新宮町段之上、新宮町新宮、新宮町宮内、新宮町篠首以東および龍野町柳原の一部）

## 歴史
古くは揖保郡であったが、鎌倉時代後期頃には揖東郡と揖西郡に分割されていたようである。

### 近世以降の沿革
- 「旧高旧領取調帳」に記載されている明治初年時点での支配は以下の通り。●は村内に寺社領が、○は寺社除地[1]が存在。幕府領は龍野藩預地。藩領は大庄屋組に分けて支配された。（1町137村）

| 知行         | 知行           | 村数     | 村名 |
| ------------ | -------------- | -------- | --- |
| 幕府領       | 幕府領         | 7村      | 勘兵衛新田、○大江島村、余子浜村、熊見村、山戸村、打越村、下伊勢村 |
| 幕府領       | 一橋徳川家領   | 6村      | 北村（現・たつの市龍野町小宅北）、中村（現・たつの市）、日飼村、島田村、佐野村、下野田村 |
| 幕府領       | 旗本領         | 8村      | 曽我井村、中庄村、仙正村、段之上村、井野原村、新宮村、宮内村（現・たつの市）、吉島村 |
| 藩領         | 播磨龍野藩     | 73村     | 西土井村、坂上村、坂上出屋鋪村、宮田村、○谷村（現・姫路市勝原区朝日谷）、高田村、和久村、福井村、吉福村、吉福出屋敷村、吉福新村、福地村、塚森村、構村（現・太子町）、船代村、宮本村、常全村、老原村、立岡村、連常寺村、竹広村、糸井村、丁村、下太田村、出屋敷村（現・太子町天満山）、原村、山田村（現・太子町）、上太田村、上太田太郎左衛門捌、上太田甚左衛門捌、助久村、●鵤村、馬場村、阿曽村、出屋敷村（現・太子町下阿曽）、片吹村、井上村、上沖村、下沖村、長真村、高駄村、広山村、広山新村、上堂本村、下堂本村、北方村、末政村、宮脇村、内山村、宿村（現・たつの市誉田町福田）、松尾村、広坂村、鵜飼村、北山村、中村（現・姫路市）、西脇村、相野村、谷村（現・姫路市西脇）、石倉村、中井村、○片山村、北龍野村、大住寺村、林谷村、口佐見村、山田村（現・姫路市）、上篠村、下篠村、馬立村、市野保村、香山村、篠首村、出屋敷村（現・太子町佐用岡） |
| 藩領         | 播磨林田藩     | 1町 30村 | 林田町、紀美村、東南村、中太田村、東保出屋敷村、柳村、東保村、野部村、寄井村、筒井村、田中村、横落村、上横内村、西横内村、追分村、西鳥井村、北横内村、○六九谷村、山下村、奥佐見村、大堤村、松山村、入野村、沢田村、○構村（現・姫路市林田町）、宿村（現・たつの市神岡町東觜崎）、奥村、下野村、北村（現・たつの市新宮町北村）、觜崎村、船渡村 |
| 藩領         | 讃岐丸亀藩     | 6村      | 天満村、長松村、●興浜村、津市場村、○宮内村（現・姫路市）、田井村 |
| 藩領         | 播磨姫路藩     | 1村      | 家島 |
| 藩領         | 龍野藩・林田藩 | 3村      | 矢田辺村、出屋敷村（現・姫路市）、平方村 |
| 幕府領・藩領 | 幕府領・龍野藩 | 2村      | 新在家村、上伊勢村 |
| 幕府領・藩領 | 旗本領・龍野藩 | 1村      | 平松村 |

- 明治2年（1869年） - 旗本領が兵庫県の管轄となる。
- 明治3年（1870年）
  - 3月 - 一橋徳川家領が兵庫県の管轄となる。
  - 11月 - 兵庫県の管轄地域が生野県の管轄となる。
- 明治4年
  - 3月 - 龍野藩預地が生野県の管轄となる。
  - 4月10日（1871年5月28日） - 丸亀藩の廃藩により、管轄地域が生野県の管轄となる。
  - 7月14日（1871年8月29日） - 廃藩置県により、藩領が龍野県、林田県、姫路県の管轄となる。
  - 11月2日（1871年12月13日） - 第1次府県統合により、全域が姫路県の管轄となる。
  - 11月9日（1871年12月20日） - 飾磨県の管轄となる。
- 明治初年（1町134村）
  - 構村（現・姫路市）が分割して上構村・中構村・下構村となる。
  - 奥佐見村が分割して西奥佐見村・東奥佐見村となる。
  - 助久村・柳村・平方村・出屋敷村（現・太子町佐用岡）・松田村（詳細不明）が合併して佐用岡村となる。
  - 北方村が下堂本村に、鵜飼村が松尾村に、北山村が広坂村にそれぞれ合併。
  - 2ヶ所存在した中村がそれぞれが小宅中村（現・たつの市）、太市中村（現・姫路市）にそれぞれ改称。
  - 2ヶ所存在した山田村がそれぞれが太田山田村（現・太子町）、林山田村（現・姫路市）にそれぞれ改称。
  - 北村（現・たつの市龍野町小宅北）が改称して小宅北村となる。
  - 出屋敷村（現・太子町下阿曽）が改称して下阿曽村となる。
  - 谷村（現・姫路市勝原区朝日谷）が改称して朝日谷村となる。
  - 宿村（現・たつの市誉田町福田）が改称して福田村となる。
  - 構村（現・太子町）が改称して岩見構村となる。
  - 吉福出屋敷村が沖代村に、吉福新村が米田村に、原村が太田原村に、上太田太郎左衛門捌が松ヶ下村に、上太田甚左衛門捌が王子村に、中太田村が太田村に、山下村が中山下村にそれぞれ改称。
- 明治4年（1871年） - 家島が分割して宮浦・防勢浦・真浦となる。（1町133村3浦）
- 明治9年（1876年）
  - 8月21日 - 第2次府県統合により兵庫県の管轄となる。
  - 谷村（現・姫路市西脇）が西脇村に合併。（1町132村3浦）
- 明治12年（1879年）
  - 1月8日 - 郡区町村編制法の兵庫県での施行により、行政区画としての揖東郡が発足。郡役所が鵤村に設置。
  - 宮浦・防勢浦・真浦の所属郡が飾東郡に変更。（1町132村）
- 明治13年（1880年）（1町131村）
  - 上堂本村・下堂本村が合併して堂本村となる。
  - 宿村（現・たつの市神岡町東觜崎）が東觜崎村に、小宅中村が中村にそれぞれ改称。
- 明治14年（1881年） - この年までに下構村の一部が分立して久保村となる。（1町132村）

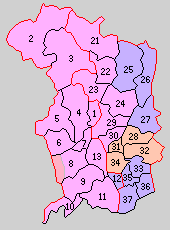
21.香島村 22.新宮村 23.越部村 24.神岡村 25.林田村 26.伊勢村 27.太市村 28.龍田村 29.小宅村 30.誉田村 31.斑鳩村 32.太田村 33.勝原村 34.石海村 35.旭陽村 36.大津村 37.網干町（紫：姫路市 桃：たつの市 橙：揖保郡太子町 1 - 13は揖西郡）

- 明治22年（1889年）4月1日 - 町村制の施行により、以下の町村が発足。（1町16村）
  - 香島村 ← 香山村、篠首村、上篠村、下篠村、吉島村（現・たつの市）
  - 新宮村 ← 新宮村、宮内村、下野村、曽我井村、井野原村（現・たつの市）
  - 越部村 ← 段之上村、市野保村、仙正村、馬立村、中庄村、下野田村、船渡村、北村、觜崎村、佐野村（現・たつの市）
  - 神岡村 ← 上横内村、横落村、西横内村、奥村、東觜崎村、大住寺村、沢田村、入野村、寄井村、田中村、追分村、野部村、西鳥井村、筒井村、北横内村（現・たつの市）
  - 林田村 ← 林田町、上構村、中構村、下構村、久保村、六九谷村、松山村、林山田村、中山下村、西奥佐見村、東奥佐見村、口佐見村、林谷村（現・姫路市）
  - 伊勢村 ← 上伊勢村、下伊勢村、大堤村（現・姫路市）
  - 太市村 ← 石倉村、相野村、西脇村、太市中村（現・姫路市）
  - 龍田村 ← 広坂村、松尾村、上太田村、松ヶ下村、王子村、佐用岡村（現・揖保郡太子町）
  - 小宅村 ← 日飼村、堂本村、島田村、片山村、中井村、末政村、小宅北村、宮脇村、中村、揖西郡富永村、四箇村、大道村（現・たつの市）
  - 誉田村 ← 広山村、広山新村、内山村、福田村、高駄村、上沖村、長真村、下沖村、井上村、片吹村（現・たつの市）
  - 斑鳩村 ← 鵤村、馬場村、阿曽村、下阿曽村（現・揖保郡太子町）
  - 太田村 ← 太田村、東保出屋敷村、東保村、東南村、矢田辺村、太田原村、太田山田村、出屋敷村［現・天満山］（現・揖保郡太子町）
  - 勝原村 ← 丁村、下太田村、朝日谷村、熊見村、山戸村、宮田村、出屋敷村（現・姫路市）
  - 石海村 ← 福地村、老原村、常全村、宮本村、船代村、岩見構村、吉福村、沖代村、塚森村、竹広村、米田村、糸井村、連常寺村、立岡村（現・揖保郡太子町）
  - 旭陽村 ← 坂上村、坂上出屋鋪村、津市場村、田井村、和久村、高田村、福井村、宮内村、新在家村［一部］（現・姫路市）
  - 大津村 ← 天満村、長松村、勘兵衛新田、西土井村、紀美村、平松村（現・姫路市）
  - 網干町 ← 新在家村［大部分］、興浜村、余子浜村、大江島村、揖西郡浜田村（現・姫路市）
  - 打越村が飾西郡余部村、北龍野村が揖西郡龍野町のそれぞれ一部となる。
- 明治29年（1896年）4月1日 - 郡制の施行のため、揖東郡・揖西郡の区域をもって揖保郡が発足。同日揖東郡廃止。

## 行政
歴代郡長
| 代 | 氏名 | 就任年月日               | 退任年月日                | 備考                           |
| -- | ---- | ------------------------ | ------------------------- | ------------------------------ |
| 1  |      | 明治12年（1879年）1月8日 |                           |                                |
|    |      |                          | 明治29年（1896年）3月31日 | 揖西郡との合併により揖東郡廃止 |